# 永井秀樹
永井 秀樹（ながい ひでき、1971年1月26日 - ）は、大分県出身の元サッカー選手、サッカー指導者。ポジションはMF。
元サッカー選手、サッカー指導者の永井篤志は実弟である。
三浦知良に抜かれるまでのJFL最年長得点記録を持っていた。

## 来歴
長崎県立国見高校を卒業後、国士舘大学に入学しバルセロナオリンピック最終予選に出場するも、本大会の出場権を取れなかったことで大学を中退し、1992年にヴェルディ川崎（現：東京ヴェルディ1969）に入団。
1995年にジャパンフットボールリーグの福岡ブルックス（現・アビスパ福岡）、1996年に清水エスパルスに期限付き移籍後、翌年にV川崎に復帰。その後翌1998年に横浜フリューゲルスに完全移籍。
横浜フリューゲルスの消滅に伴って、1999年に横浜F・マリノス、2001年に東京Vへ移籍。
2002年に東京Vから戦力外通告を受けて解雇され、しばらく無所属であったが、2004年に大分トリニータに入団する。しかし2試合に出場したのみで再び戦力外通告を受ける。
2005年6月にFC琉球と契約。
2006年はJ2降格になった古巣東京Vに復帰し、東京Vでのかつてのチームメイトであるラモス瑠偉監督のもとJ1昇格を狙った。スタメン出場こそほとんどないものの、ここぞの場面で流れを変えるスーパーサブとしてラモスからの信頼を得た。
2007年、日本フットサルリーグのバサジィ大分の取締役兼スーパーバイザーに就任。
2008年、ヴェルディ側のフロントと対立し、自身のブログでヴェルディ退団を発表。
2008年6月25日、FC琉球へ復帰した。なお、FC琉球では毎年自身の年齢を背番号にしていた。
2013年11月、FC琉球を退団した。
2014年4月7日、東京Vに入団した。7年ぶりの5回目の復帰となる。
2016年11月10日、2016年シーズン限りでの引退を発表した。
2017年、東京ヴェルディユース監督兼GM補佐に就任した。同年8月14日に引退試合『OBRIGADO NAGAI』が味の素フィールド西が丘で行われた。
2019年7月17日、東京ヴェルディの監督を務めていたギャリー・ジョン・ホワイトが成績不振を理由に退任し、ユースの監督を務めていた永井秀樹が自身初のトップチーム監督に就任した。
2020年シーズン、「GO BEYOND 新たな時代へ」をクラブスローガンに永井体制2年目がスタートする。トップチームのコーチには永井の中学時代の恩師でもある吉武博文が加わった。
2021年8月、監督である永井が選手へパワーハラスメントのような精神的に追い込む行為をしていたとの意見書が、東京ヴェルディ選手会からJリーグ事務局に提出されたとの虚偽が記事として掲載されたため、同年9月1日、永井は、記事は捏造ではあるものの、その影響を考慮し監督を辞任した。
同年12月24日、Jリーグは永井の指導について「サッカーの指導に不必要に攻撃的な言葉や暴言」「不適切な指導や不適切な取り扱い」「人格等を否定する言葉や暴言」を認め、永井による選手らへのパワーハラスメントを認定し、東京ヴェルディに対してクラブ側の管理監督義務違反として罰金100万円及び譴責処分を科した。永井に対しては既に監督を辞任をしているため、Jリーグは「懲罰権が及ばない」とし処分対象とはならなかった。
2022年3月10日、日本サッカー協会からの処分として、1年間のS級ライセンス停止処分が発表された。
2022年3月21日にヴィッセル神戸のスポーツダイレクターに就任した。この決定については、日本サッカー協会から処分を受けてわずか11日での発表であったことや、ライセンス停止処分中の人物がSDという社会的にも立場のある配置であったことなどから、有志サポーター団体より着任一時凍結を求める提言がされた。また3月29日にはコンプライアンス教育研修実施のお知らせがクラブから発表された。5月14日に行われたサポーターカンファレンスでは厳しい声が多数寄せられたがSDを留任する事となった。

## 所属クラブ
- 1983年 - 1985年 大分市立明野中学校
- 1986年 - 1988年 長崎県立国見高等学校
- 1989年 - 1991年 国士舘大学
- 1992年 - 1997年  ヴェルディ川崎
  - 1995年  福岡ブルックス (現 アビスパ福岡)（期限付き移籍）
  - 1996年  清水エスパルス（期限付き移籍）
- 1998年  横浜フリューゲルス
- 1999年 - 2000年  横浜F・マリノス
- 2001年 - 2002年  東京ヴェルディ1969
- 2004年  大分トリニータ
- 2005年  FC琉球
- 2006年 - 2007年  東京ヴェルディ
- 2008年 - 2013年  FC琉球
- 2014年 - 2016年  東京ヴェルディ

## 個人成績
| 国内大会個人成績 | 国内大会個人成績 | 国内大会個人成績 | 国内大会個人成績 | 国内大会個人成績 | 国内大会個人成績 | 国内大会個人成績 | 国内大会個人成績 | 国内大会個人成績 | 国内大会個人成績 | 国内大会個人成績 | 国内大会個人成績 |
| 年度             | クラブ           | 背番号           | リーグ           | リーグ戦         | リーグ戦         | リーグ杯         | リーグ杯         | オープン杯       | オープン杯       | 期間通算         | 期間通算         |
| 年度             | クラブ           | 背番号           | リーグ           | 出場             | 得点             | 出場             | 得点             | 出場             | 得点             | 出場             | 得点             |
| 日本             | 日本             | 日本             | 日本             | リーグ戦         | リーグ戦         | リーグ杯         | リーグ杯         | 天皇杯           | 天皇杯           | 期間通算         | 期間通算         |
| ---------------- | ---------------- | ---------------- | ---------------- | ---------------- | ---------------- | ---------------- | ---------------- | ---------------- | ---------------- | ---------------- | ---------------- |
| 1992             | V川崎            | -                | J                | -                | -                | 3                | 0                | 4                | 0                | 7                | 0                |
| 1993             | V川崎            | -                | J                | 20               | 3                | 7                | 3                | 0                | 0                | 27               | 6                |
| 1994             | V川崎            | -                | J                | 15               | 0                | 2                | 0                | 1                | 0                | 18               | 0                |
| 1995             | 福岡B            | 7                | 旧JFL            | 12               | 3                | -                | -                | 1                | 2                | 13               | 5                |
| 1996             | 清水             | -                | J                | 29               | 3                | 16               | 5                | 3                | 0                | 48               | 8                |
| 1997             | V川崎            | 12               | J                | 19               | 2                | 5                | 2                | 1                | 0                | 25               | 4                |
| 1998             | 横浜F            | 10               | J                | 32               | 12               | 4                | 0                | 5                | 2                | 41               | 14               |
| 1999             | 横浜FM           | 7                | J1               | 22               | 5                | 4                | 2                | 2                | 0                | 28               | 7                |
| 2000             | 横浜FM           | 7                | J1               | 21               | 0                | 5                | 1                | 0                | 0                | 26               | 1                |
| 2001             | 東京V            | 10               | J1               | 20               | 5                | 2                | 0                | 3                | 1                | 25               | 6                |
| 2002             | 東京V            | 10               | J1               | 11               | 2                | 3                | 0                | 1                | 0                | 15               | 2                |
| 2004             | 大分             | 33               | J1               | 2                | 0                | 3                | 0                | 0                | 0                | 5                | 0                |
| 2005             | FC琉球           | 33               | 九州             | 8                | 4                | -                | -                | 4                | 1                | 12               | 5                |
| 2006             | 東京V            | 8                | J2               | 29               | 1                | -                | -                | 1                | 0                | 30               | 1                |
| 2007             | 東京V            | 8                | J2               | 18               | 3                | -                | -                | 0                | 0                | 18               | 3                |
| 2008             | FC琉球           | 37               | JFL              | 9                | 0                | -                | -                | -                | -                | 9                | 0                |
| 2009             | FC琉球           | 38               | JFL              | 25               | 3                | -                | -                | -                | -                | 25               | 3                |
| 2010             | FC琉球           | 39               | JFL              | 19               | 3                | -                | -                | 2                | 0                | 21               | 3                |
| 2011             | FC琉球           | 40               | JFL              | 17               | 1                | -                | -                | 1                | 0                | 18               | 1                |
| 2012             | FC琉球           | 41               | JFL              | 20               | 1                | -                | -                | 1                | 0                | 21               | 1                |
| 2013             | FC琉球           | 42               | JFL              | 7                | 1                | -                | -                | 2                | 0                | 9                | 1                |
| 2014             | 東京V            | 45               | J2               | 11               | 0                | -                | -                | 0                | 0                | 11               | 0                |
| 2015             | 東京V            | 45               | J2               | 18               | 0                | -                | -                | 0                | 0                | 18               | 0                |
| 2016             | 東京V            | 45               | J2               | 3                | 0                | -                | -                | 0                | 0                | 3                | 0                |
| 通算             | 日本             | 日本             | J1               | 191              | 32               | 54               | 13               | 20               | 3                | 265              | 48               |
| 通算             | 日本             | 日本             | J2               | 79               | 4                | -                | -                | 1                | 0                | 80               | 4                |
| 通算             | 日本             | 日本             | JFL              | 97               | 9                | -                | -                | 6                | 0                | 103              | 9                |
| 通算             | 日本             | 日本             | 旧JFL            | 12               | 3                | -                | -                | 1                | 2                | 13               | 5                |
| 通算             | 日本             | 日本             | 九州             | 8                | 4                | -                | -                | 4                | 1                | 12               | 5                |
| 総通算           | 総通算           | 総通算           | 総通算           | 387              | 52               | 54               | 13               | 32               | 6                | 462              | 71               |

その他の公式戦
- 1994年
  - サンワバンクカップ 1試合0得点
  - スーパーカップ 1試合0得点
- 1997年
  - スーパーカップ 1試合0得点

| 国際大会個人成績 | 国際大会個人成績 | 国際大会個人成績 | 国際大会個人成績 | 国際大会個人成績 |
| 年度             | クラブ           | 背番号           | 出場             | 得点             |
| AFC              | AFC              | AFC              | ACL              | ACL              |
| ---------------- | ---------------- | ---------------- | ---------------- | ---------------- |
| 2006             | 東京V            | 8                | 1                | 0                |
| 通算             | AFC              | AFC              | 1                | 0                |

- Jリーグ初出場-1993年5月26日 サントリーシリーズ第4節
- Jリーグ初得点-1993年6月23日 サントリーシリーズ第12節

## タイトル
- 1985年 第16回全国中学校サッカー大会優勝
- 1987年 第66回全国高校サッカー選手権優勝
- 1992年 ヤマザキナビスコカップ優勝
- 1993年 ニコスシリーズ優勝、ヤマザキナビスコカップ優勝、サントリーチャンピオンシップ優勝
- 1994年 ニコスシリーズ優勝、ヤマザキナビスコカップ優勝、サントリーチャンピオンシップ優勝
- 1996年 ヤマザキナビスコカップ優勝
- 1998年 第78回天皇杯全日本サッカー選手権大会優勝
- 2000年 ファーストステージ優勝、サントリーチャンピオンシップ出場

## 代表歴
- 1992年 バルセロナオリンピックアジア最終予選日本代表
- 1999年 日本代表候補

## 指導歴
- 2017年 - 2021年9月 東京ヴェルディ
  - 2017年 - 2019年7月 ユース監督兼GM補佐
  - 2019年7月 - 2021年9月 トップチーム監督
- 2022年3月 - ヴィッセル神戸 スポーツダイレクター